# 太上皇后
太上皇后（たいじょうこうごう）とは、東アジアにおいて、太上皇の正妻に対して用いられた称号である。その夫が生存しているため、皇太后と区別して用いられた。

## 中国
- 某氏（中国語版） - 前漢の太上皇劉太公の継妻。高祖劉邦は父を尊称して太上皇とし、継母を太上皇后とした。
- 胡氏 - 北斉の武成帝高湛の皇后。河清4年（565年）、武成帝は太子高緯に位を譲って太上皇となり、胡皇后は太上皇后となった。
- 穆邪利 - 小字は黄花、北斉の後主高緯の3番目の皇后。隆化2年（577年）、北周が副都晋陽を陥落させようとしたとき、高緯は幼主高恒に位を譲り、高恒の母穆邪利を尊称して太上皇后とした。
- 荘憲皇后王氏（中国語版） - 唐の順宗李誦の良娣。永貞元年（805年）、順宗は即位して間もなく太子李純に譲位することを迫られ、退位して太上皇となり、王良娣は太上皇后となった。
- 宣穆皇后何氏（中国語版） - 唐の昭宗李曄の皇后、歴史上、積善太后と称される。光化3年（900年）、劉季述が昭宗の長男李裕を皇帝に擁立し、昭宗は太上皇、何皇后は太上皇后となった。
- 顕粛皇后鄭氏 - 北宋の徽宗趙佶の2番目の皇后。宣和7年（1126年）、徽宗は長男の趙桓に位を譲り、鄭皇后は太上皇后とされた。
- 憲聖慈烈皇后呉氏 - 南宋の高宗趙構の2番目の皇后。紹興32年（1162年）、高宗は趙眘に位を譲り、呉皇后を太上皇后とした。
- 慈懿皇后李鳳娘 - 南宋の光宗趙惇の皇后。紹熙5年（1194年）、光宗がその子趙拡に譲位した後、李鳳娘を太上皇后とした。

## ベトナム
陳朝大越では代々、皇帝が位を譲って太上皇となったとき、その皇后は太上皇后とされた。
- 順貞皇后陳氏容（ベトナム語版、中国語版） - 太祖陳承（中国語版）の姉妹。李朝の恵宗の皇后。恵宗は昭皇に位を譲って太上皇となり、陳氏容は太上皇后となった。王朝は陳朝に交代し、陳氏容は公主になった。後に陳守度の妻。
- 元聖天感皇后陳氏韶（ベトナム語版、中国語版） - 聖宗の皇后。
- 欽慈保聖皇后陳氏楨（ベトナム語版、中国語版） - 仁宗の皇后。
- 宣慈皇后陳氏（ベトナム語版、中国語版） - 仁宗の2番目の皇后。
- 保慈順聖皇后陳氏（ベトナム語版、中国語版） - 英宗の皇后。
- 憲慈宣聖皇后黎氏（ベトナム語版） - 明宗の皇后。